# Hradištko, Praha-západ
Hradištko là một làng thuộc huyện Praha-západ, vùng Středočeský, Cộng hòa Séc.